# Croatica Chemica Acta
Die Croatica Chemica Acta ist eine Peer-Review-Open-Access-Zeitschrift, die in vier Ausgaben pro Jahr erscheint und von der Croatian Chemical Society herausgegeben wird. Co-Herausgeber sind die naturwissenschaftliche Fakultät der Universität Zagreb und das Ruđer Bošković Institut in Zagreb.
Gegründet wurde die Zeitschrift 1927 als Arhiv za hemiju i farmaciju. Diesen Namen trug sie bis 1938, als sie zunächst in Arhiv za hemiju i tehnologiju und später im selben Jahr in Arhiv za kemiju i tehnologiju umbenannt wurde. Diesen Namen trug sie bis zur Umbenennung in Kemijski vjestnik 1941. Ein nächster Namenswechsel erfolgte zum Jahr 1946 in Arhiv za kemiju, bevor sie im Jahr 1956 ihren aktuellen Namen erhielt.
In der Zeitschrift werden wissenschaftliche Arbeiten, systematische Übersichtsarbeiten, Conference Papers und diverse andere Formate veröffentlicht. Die Artikel seit 1985 sind online frei zugänglich.
Chefredakteurin ist seit 2015 Olga Kronja. Der Impact Factor betrug 2020 nach der Statistik des Web of Science 0,887.